# Hormius
Hormius är ett släkte av steklar som beskrevs av Christian Gottfried Daniel Nees von Esenbeck 1818. Hormius ingår i familjen bracksteklar.

## Dottertaxa tillHormius, i alfabetisk ordning[1][2]
- Hormius abnormis
- Hormius aemulus
- Hormius affinis
- Hormius albipes
- Hormius americanus
- Hormius amus
- Hormius antefurcalis
- Hormius appositus
- Hormius argutus
- Hormius australis
- Hormius belliatus
- Hormius caboverdensis
- Hormius capensis
- Hormius completus
- Hormius crassivalvus
- Hormius decembris
- Hormius deletus
- Hormius dispar
- Hormius elegans
- Hormius elongatus
- Hormius ferrugineus
- Hormius flavicauda
- Hormius gelechiae
- Hormius hirtus
- Hormius ikarus
- Hormius intermedius
- Hormius keralicus
- Hormius lamidae
- Hormius longipilosus
- Hormius longistigmus
- Hormius longiventris
- Hormius macroculatus
- Hormius maculatus
- Hormius maderae
- Hormius melleus
- Hormius minialatus
- Hormius moniliatus
- Hormius montanus
- Hormius notus
- Hormius oreas
- Hormius orientalis
- Hormius pacificus
- Hormius pallidus
- Hormius paraphrasis
- Hormius propodealis
- Hormius pusillus
- Hormius radialis
- Hormius romani
- Hormius rugosicollis
- Hormius rugosus
- Hormius sculpturatus
- Hormius similis
- Hormius solocipes
- Hormius submersus
- Hormius tenuicornis
- Hormius teutoniae
- Hormius tsugae
- Hormius vitabilis
- Hormius vulgaris